# Фрицлер, Матиас
Матиас Лионель Фрицлер (исп. Matías Lionel Fritzler; 23 августа 1986 года, Ломас-де-Самора) — аргентинский футболист, игравший на позиции полузащитника.

## Клубная карьера
Матиас Фрицлер начинал свою карьеру футболиста в аргентинском клубе «Ланус». 29 мая 2005 года он дебютировал в аргентинской Примере, выйдя в основном составе в гостевом поединке против «Кильмеса». 3 июля того же года Фрицлер забил свой первый гол на высший уровне, внеся свой вклад в разгром «Олимпо». В составе «Лануса» Фрицлер стал в 2007 году чемпионом Аргентины.
Летом 2010 года аргентинец перешёл на правах аренды в клуб испанской Примеры «Эркулес» из Аликанте. 28 августа 2010 года Фрицлер дебютировал в главной испанской лиге, в игре с «Атлетиком» из Бильбао, в ней же он был удалён в самой её концовке. «Эркулес» по итогам сезона 2010/11 покинул Примеру, а Фрицлер вернулся в «Ланус». В январе 2013 года он подписал контракт с клубом турецкой Суперлиги «Касымпаша». В Турции Фрицлер играл редко и спустя 32 года вновь возвратился в «Ланус». В начале 2016 года он перешёл в «Уракан».

## Достижения
«Ланус»
- Чемпион Аргентины (1): Ап. 2007